# Fonction de Kummer
 (novembre 2022).
Si vous disposez d'ouvrages ou d'articles de référence ou si vous connaissez des sites web de qualité traitant du thème abordé ici, merci de compléter l'article en donnant les références utiles à sa vérifiabilité et en les liant à la section « Notes et références ».
En mathématiques, il existe plusieurs fonctions connues sous le nom fonction de Kummer. L'une d'elles est connue comme la fonction hypergéométrique confluente de Kummer et de E. T. Whittaker. Une autre, définie ci-dessous, est reliée à la fonction polylogarithme. Les deux ont été nommées en l'honneur du mathématicien Ernst Kummer.
La fonction de Kummer est définie par
{\displaystyle \Lambda _{n}(z)=\int _{0}^{z}{\frac {\ln ^{n-1}|t|}{1+t}}\;{\rm {d}}t.}
La formule de duplication est
{\displaystyle \Lambda _{n}(z)+\Lambda _{n}(-z)=2^{1-n}\Lambda _{n}(-z^{2})\,}.
qu'on peut comparer à la formule de duplication du polylogarithme :
{\displaystyle \operatorname {Li} _{n}(z)+\operatorname {Li} _{n}(-z)=2^{1-n}\operatorname {Li} _{n}(z^{2})}.
Un lien explicite vers le polylogarithme est donné par
{\displaystyle \operatorname {Li} _{n}(z)=\operatorname {Li} _{n}(1)\;\;+\;\;\sum _{k=1}^{n-1}(-1)^{k-1}\;{\frac {\ln ^{k}|z|}{k!}}\;\operatorname {Li} _{n-k}(z)\;\;+\;\;{\frac {(-1)^{n-1}}{(n-1)!}}\;\left[\Lambda _{n}(-1)-\Lambda _{n}(-z)\right].}